# 2107 Ilmari
2107 Ilmari је астероид главног астероидног појаса. Приближан пречник астероида је 15,63 ,
а средња удаљеност астероида од Сунца износи 2,626 астрономских јединица (АЈ).
Инклинација (нагиб) орбите у односу на раван еклиптике је 8,821 степени, а орбитални период износи 1554,534 дана (4,256 године). Ексцентрицитет орбите астероида износи 0,076.
Апсолутна магнитуда астероида износи 11,40 а геометријски албедо 0,199.
Астероид је откривен . 1936. године.